# Direction de la Protection et de la Sécurité de la Défense
Direction de la Protection et de la Sécurité de la Défense, DPSD (pol. Dyrekcja Ochrony Bezpieczeństwa Sił Zbrojnych) – francuska służba specjalna kontrwywiadowczo - ochronna, odpowiedzialna za bezpieczeństwo baz, instalacji wojskowych, osłonę kontrwywiadowczą Ministerstwa Obrony Francji, Sztabu Generalnego, ogółem żołnierzy i cywilnych pracowników Sił Zbrojnych Francji oraz programów obronnych przemysłu zbrojeniowego i produkcji zbrojeniowej.
Została utworzona w 1981 z Securite Militaire, co było skutkiem przekraczania przez nią kompetencji (tradycyjna "kara" we francuskich służbach specjalnych). Głównym powodem przekształcenia tego było wykrycie, że Securite Militaire zbiera informacje o poglądach politycznych najwyższych oficerów armii francuskiej.
W 1992 DPSD włączono w struktury Deuxieme Bureau. 